# Fairport Convention
Fairport Convention je engleski folk rock i električni folk sastav.
Osnovan je 1967. godine. Smatra ih se najvažnijim sastavom engleskog folk rock pokreta.
Smatra se da je njihov album Liege & Lief pokretačem engleskog električnog folka i folk rocka, koji je dao prepoznatljivi engleski identitet rock glazbi i općenito pomogao probuditi šire zanimanje za tradicionalnu glazbu. Mnogo glazbenika koji su bili dijelom ovog sastava spadaju među najcjenjenije i najutjecajnije glazbenike svog vremena. Brojni su nastavili svirati u drugim poznatim sastavima ili su ostavili uspješnu samostalnu karijeru.
Od 1979. domaćini su Fairportove konvencije Cropredy, koja se prvo zvala Festival Cropredy. Konvencija je najveći događaj takve vrste u Engleskoj. Održava se svake godine. Pojedinci i sastavi, članovi ove konvencije primili su brojne nagrade kao priznanje njihovu doprinosu glazbi i kulturi. 

### Članovi
Današnja postava
- Simon Nicol – gitara, vodeći vokal (1967. – 1971., 1976. – 1979., 1985.– danas)
- Dave Pegg – bas-gitara, mandolina, prateći vokal (1969. – 1979., 1985.– danas)
- Ric Sanders – violinas, povremeno klavijature (1985.– danas)
- Chris Leslie – violina, mandolina, buzuki, vodeći vokal (1996.– danas)
- Gerry Conway – bubnjevi i udaraljke (1998.–danas)

Bivši
- Richard Thompson – gitara, vokal (1967. – 1971.)
- Ashley Hutchings – bas-gitara (1967. – 1969.)
- Shaun Frater - bubnjevi (1967.)
- Martin Lamble – bubnjevi (1967. – 1969.; umro 1969.)
- Judy Dyble – vokal, autoharpa, klavir, rekorder (1967. – 1968.)
- Iain Matthews – vokal (1967. – 1969.)
- Sandy Denny – vokal, gitara, klavir (1968. – 1969., 1974. – 1975.; umro 1978.)
- Dave Swarbrick – violina, mandolina, vokal (1969. – 1984.)
- Dave Mattacks – bubnjevi, klavijature, bas-gitara (1969. – 1972., 1973. – 1975., 1985. – 1997.)
- Roger Hill - gitara, vokal (1971. – 1972.; umro 2011)
- Tom Farnell - bubnjevi (1972.)
- David Rea - gitara (1972.; umro 2011)
- Trevor Lucas – gitara, vokal (1972. – 1975; umro 1989)
- Jerry Donahue – gitara (1972. – 1975.)
- Paul Warren - bubnjevi (1975.)
- Bruce Rowland – bubnjevi (1975. – 1979.)
- Dan Ar Braz – gitara (1976.)
- Bob Brady - klavir (1976.)
- Roger Burridge - mandolina, violina (1976.)
- Maartin Allcock – gitara, mandolina, klavijature, vokal (1985. – 1996.)

## Diskografija
- Fairport Convention (1968.)
- What We Did on Our Holidays (1969.)
- Unhalfbricking (1969.)
- Liege & Lief (1969.)
- Full House (1970.)
- Angel Delight (1971.)
- Babbacombe Lee (1971.)
- Rosie (1973.)
- Nine (1973.)
- Rising for the Moon  (1975.)
- Gottle O'Geer (1976.)
- The Bonny Bunch of Roses (1977.)
- Tipplers Tales  (1978.)
- Gladys' Leap (1985.)
- Expletive Delighted!  (1986.)
- Red & Gold (1989.)
- The Five Seasons (1990.)
- Jewel in the Crown (1995.)
- Old New Borrowed Blue (1996.)
- Who Knows Where the Time Goes? (1997.)
- The Wood and the Wire (1999.)
- XXXV (2002.)
- Over the Next Hill  (2004.)
- Sense of Occasion (2007.)
- Festival Bell  (2011.)
- By Popular Request (2012.)

## Citati
1. ↑  Sweers 2005, str. 86.

## Vanjske poveznice
- Službene stranice